# Élections européennes de 1989 en France
En France, les élections européennes de 1989 se déroulent le 18 juin, pour l'attribution de 81 sièges de députés européens, soit 15,6 % des sièges totaux.
À la suite de ce scrutin, 17 femmes entrent au Parlement européen, soit 21,0 % du total des élus en France. L'abstention est de 51,2 %.

## Campagne
Dans sa profession de foi, le Front national rejette la mise en place d'un « État » à Bruxelles et dénonce une dérive « vers une Europe mondialiste et tiers-mondiste » pour prôner un modèle d'« Europe des patries, respectueuses de la souveraineté ».

## Sondages
| Institut de sondage | Date                  | Échantillon | Laguiller (EXG) | Herzog (PCF) | Fabius (PS-MRG) | Waechter (LV) | Veil (DVD) | Giscard d'Estaing (UDF-RPR-CNIP) | Le Pen (FN) | Autres listes |
| ------------------- | --------------------- | ----------- | --------------- | ------------ | --------------- | ------------- | ---------- | -------------------------------- | ----------- | ------------- |
| Institut de sondage | Date                  | Échantillon |                 |              |                 |               |            |                                  |             | Autres listes |
| Ipsos               | 1er au 3 juin 1989    | 1 004       | -               | 6 %          | 29 %            | 9 %           | 12 %       | 32 %                             | 9 %         | 2 %           |
| Ipsos               | 25 mai au 2 juin 1989 | 2 002       | 2 %             | 7 %          | 27 %            | 12 %          | 13 %       | 24 %                             | 9 %         | [ 3 ]         |
| Ipsos               | 16 au 17 mai 1989     | 1 004       | 3 %             | 8 %          | 27 %            | 14 %          | 13 %       | 27 %                             | 8 %         | -             |
| Ipsos               | 2 au 6 mai 1989       | 1 939       | 1 %             | 9 %          | 28 %            | 10 %          | 8 %        | 35 %                             | 8 %         | -             |
| Ipsos               | 15 au 20 avril 1989   | 1 059       | 1 %             | 8 %          | 31 %            | 12 %          | 7 %        | 31 %                             | 10 %        | -             |

## Résultats
| Tête de liste                                                            | Tête de liste            | Liste                    | Voix       | %     | Élus | +/-           |
| ------------------------------------------------------------------------ | ------------------------ | ------------------------ | ---------- | ----- | ---- | ------------- |
|                                                                          | Valéry Giscard d'Estaing | UDF - RPR - CNIP         | 5 242 038  | 28,90 | 26   | 15            |
| L'Union UDF-RPR                                                          |                          |                          | 5 242 038  | 28,90 | 26   | 15            |
|                                                                          | Laurent Fabius           | PS - MRG - ADD           | 4 286 354  | 23,63 | 22   | 2             |
| Majorité de progrès pour l'Europe                                        |                          |                          | 4 286 354  | 23,63 | 22   | 2             |
|                                                                          | Jean-Marie Le Pen        | FN                       | 2 129 668  | 11,74 | 10   | en stagnation |
| Europe et Patrie                                                         |                          |                          | 2 129 668  | 11,74 | 10   | en stagnation |
|                                                                          | Antoine Waechter         | LV - UPC                 | 1 922 945  | 10,60 | 9    | 9             |
| Les Verts - Europe - Écologie                                            |                          |                          | 1 922 945  | 10,60 | 9    | 9             |
|                                                                          | Simone Veil              | UDF diss.                | 1 519 346  | 8,38  | 7    | Nv.           |
| Le Centre pour l'Europe                                                  |                          |                          | 1 519 346  | 8,38  | 7    | Nv.           |
|                                                                          | Philippe Herzog          | PCF                      | 1 401 171  | 7,72  | 7    | 3             |
| Liste de rassemblement présentée par le PCF                              |                          |                          | 1 401 171  | 7,72  | 7    | 3             |
|                                                                          | André Goustat            | CPNT                     | 749 741    | 4,13  | 0    | Nv.           |
| Chasse - Pêche - Tradition                                               |                          |                          | 749 741    | 4,13  | 0    | Nv.           |
|                                                                          | Arlette Laguiller        | LO                       | 258 663    | 1,43  | 0    | en stagnation |
| Lutte ouvrière                                                           |                          |                          | 258 663    | 1,43  | 0    | en stagnation |
|                                                                          | Arlette Alessandri       | FAA                      | 188 573    | 1,04  | 0    | Nv.           |
| Liste apolitique pour la protection des animaux et de leur environnement |                          |                          | 188 573    | 1,04  | 0    | Nv.           |
|                                                                          | Henri Joyeux             | SE                       | 136 230    | 0,75  | 0    | Nv.           |
| L'Alliance                                                               |                          |                          | 136 230    | 0,75  | 0    | Nv.           |
|                                                                          | Marc Gauquelin           | MPPT                     | 109 523    | 0,60  | 0    | en stagnation |
| Pour l'Europe des travailleurs et de la démocratie                       |                          |                          | 109 523    | 0,60  | 0    | en stagnation |
|                                                                          | Claude Llabres           | PCF diss.                | 74 327     | 0,41  | 0    | Nv.           |
| Europe rénovateurs                                                       |                          |                          | 74 327     | 0,41  | 0    | Nv.           |
|                                                                          | Gérard Touati            | SE                       | 58 995     | 0,33  | 0    | en stagnation |
| Génération Europe                                                        |                          |                          | 58 995     | 0,33  | 0    | en stagnation |
|                                                                          | Jacques Cheminade        | POE                      | 32 295     | 0,18  | 0    | en stagnation |
| Rassemblement pour une France libre                                      |                          |                          | 32 295     | 0,18  | 0    | en stagnation |
|                                                                          | Franck Biancheri         | IDE                      | 31 547     | 0,17  | 0    | Nv.           |
| Initiative pour une démocratie européenne                                |                          |                          | 31 547     | 0,17  | 0    | Nv.           |
|                                                                          |                          |                          |            |       |      |               |
| Suffrages exprimés                                                       | Suffrages exprimés       | Suffrages exprimés       | 18 141 416 | 97,11 |      |               |
| Votes blancs ou nuls                                                     | Votes blancs ou nuls     | Votes blancs ou nuls     | 539 276    | 2,89  |      |               |
| Total                                                                    | Total                    | Total                    | 18 680 692 | 100   | 81   | en stagnation |
| Abstention                                                               | Abstention               | Abstention               | 19 606 804 | 51,21 |      |               |
| Inscrits / participation                                                 | Inscrits / participation | Inscrits / participation | 38 287 496 | 48,79 |      |               |

### Liste des élus au Parlement européen
| Parti         | Parti | Nom                      | Groupe | Groupe |
| ------------- | ----- | ------------------------ | ------ | ------ |
|               | UDF   | Valéry Giscard d'Estaing |        | LDR    |
|               | RPR   | Alain Juppé              |        | RDE    |
|               | UDF   | François Léotard         | —      | —      |
| Simone Martin | UDF   |                          | LDR    |        |
|               | RPR   | Michèle Barzach          |        | RDE    |
|               | UDF   | Yves Galland             |        | LDR    |
|               | RPR   | Michèle Alliot-Marie     |        | RDE    |
|               | CNIP  | Jeannou Lacaze           |        | LDR    |
|               | RPR   | Christian de La Malène   |        | RDE    |
|               | UDF   | Alain Madelin            |        | LDR    |
|               | RPR   | Dick Ukeiwé              |        | RDE    |
|               | UDF   | Charles Baur             |        | LDR    |
|               | RPR   | François Guillaume       |        | RDE    |
|               | UDF   | Claude Malhuret          |        | LDR    |
|               | CNIP  | Yvon Briant              |        | RDE    |
|               | UDF   | Marc Reymann             |        | PPE    |
|               | RPR   | Jean-Claude Pasty        |        | RDE    |
|               | UDF   | Alain Lamassoure         |        | LDR    |
|               | RPR   | Henry Chabert            |        | RDE    |
|               | UDF   | Robert Hersant           |        | LDR    |
|               | RPR   | Alain Pompidou           |        | RDE    |
|               | UDF   | Jean-Thomas Nordmann     |        | LDR    |
|               | RPR   | Alain Marleix            |        | RDE    |
|               | UDF   | Yves Verwaerde           |        | LDR    |
|               | RPR   | Jacques Vernier          |        | RDE    |
|               | UDF   | Jean-Pierre Raffarin     |        | LDR    |
|               | RPR   | Pierre Lataillade        |        | RDE    |
|               |       |                          |        |        |
|               | PS    | Laurent Fabius           |        | SOC    |
|               | PS    | Catherine Trautmann      |        | SOC    |
|               | PS    | Claude Cheysson          |        | SOC    |
|               | PS    | Alain Bombard            |        | SOC    |
|               | DVG   | Léon Schwartzenberg      |        | SOC    |
|               | PS    | Jean-Pierre Cot          |        | SOC    |
|               | PS    | Jean-Marie Alexandre     |        | SOC    |
|               | PS    | Henri Saby               |        | SOC    |
|               | PS    | Nicole Péry              |        | SOC    |
|               | MRG   | Jean-François Hory       |        | SOC    |
|               | PS    | Claude Allègre           |        | SOC    |
|               | PS    | Martine Buron            |        | SOC    |
|               | PS    | Gérard Fuchs             |        | SOC    |
|               | PS    | Bernard Thareau          |        | SOC    |
|               | MRG   | André Sainjon            |        | SOC    |
|               | PS    | Max Gallo                |        | SOC    |
|               | PS    | Frédéric Rosmini         |        | SOC    |
|               | PS    | Marie-Claude Vayssade    |        | SOC    |
|               | PS    | Marie-José Denys         |        | SOC    |
|               | DVG   | Nora Zaïdi               |        | SOC    |
|               | ADD   | Jean-Paul Benoit         |        | SOC    |
|               | PS    | Gérard Caudron           |        | SOC    |
|               |       |                          |        |        |
|               | FN    | Jean-Marie Le Pen        |        | GTDE   |
|               | FN    | Martine Lehideux         |        | GTDE   |
|               | FN    | Bruno Mégret             |        | GTDE   |
|               | FN    | Jean-Marie Le Chevallier |        | GTDE   |
|               | FN    | Yvan Blot                |        | GTDE   |
|               | FN    | Bernard Antony           |        | GTDE   |
|               | FN    | Bruno Gollnisch          |        | GTDE   |
|               | FN    | Pierre Ceyrac            |        | GTDE   |
|               | FN    | Claude Autant-Lara       |        | GTDE   |
|               | FN    | Jacques Tauran           |        | GTDE   |
|               |       |                          |        |        |
|               | LV    | Antoine Waechter         |        | GVPE   |
|               | LV    | Solange Fernex           |        | GVPE   |
|               | UPC   | Max Simeoni              |        | ARC    |
|               | LV    | Claire Joanny            |        | GVPE   |
|               | LV    | Yves Cochet              |        | GVPE   |
|               | LV    | Marie-Christine Aulas    |        | GVPE   |
|               | LV    | Gérard Monnier-Besombes  |        | GVPE   |
|               | LV    | Djida Tazdaït            |        | GVPE   |
|               | LV    | Didier Anger             |        | GVPE   |
|               |       |                          |        |        |
|               | UDF   | Simone Veil              |        | LDR    |
|               | DVC   | Jean-Louis Borloo        |        | NI     |
|               | UDF   | Adrien Zeller            |        | PPE    |
|               | UDF   | Nicole Fontaine          |        | PPE    |
|               | UDF   | Pierre Bernard-Reymond   |        | PPE    |
|               | UDF   | Philippe Douste-Blazy    |        | PPE    |
|               | UDF   | Jean-Louis Bourlanges    |        | PPE    |
|               |       |                          |        |        |
|               | PCF   | Philippe Herzog          |        | CG     |
|               | PCF   | Sylviane Ainardi         |        | CG     |
|               | PCF   | René Piquet              |        | CG     |
|               | PCF   | Sylvie Mayer             |        | CG     |
|               | PCF   | Francis Wurtz            |        | CG     |
|               | PCF   | Maxime Gremetz           |        | CG     |
|               | PCF   | Mireille Domenech-Diana  |        | CG     |